# Малая Колосйоки
Малая Колосйоки (устар. Малая Колос-йоки) — река в России, протекает в Мурманской области. Устье реки находится в 3,3 км по правому берегу реки Колосйоки. Длина реки составляет 16 км, площадь водосборного бассейна 35,3 км².

## Данные водного реестра
По данным государственного водного реестра России относится к Баренцево-Беломорскому бассейновому округу, водохозяйственный участок реки — реки бассейна Баренцева моря от реки Патсо-Йоки (граница РФ с Норвегией) до западной границы бассейна реки Печенга. Речной бассейн реки — бассейны рек Кольского полуострова, впадает в Баренцево море.
Код объекта в государственном водном реестре — 02010000112101000000191.